# Riera de Jafre
La riera de Jafre és un curs d'aigua torrencial del Garraf i del Baix Llobregat afluent de la riera de Ribes. Neix al terme municipal de Begues fruit de la confluència de la riera de Carxol i del torrent de la vall Ximosa. Desemboca a la riera de Ribes a Sant Pere de Ribes.